# Wijken en buurten in Brunssum
De Nederlandse gemeente Brunssum is voor statistische doeleinden onderverdeeld in wijken en buurten. De gemeente is verdeeld in de volgende statistische wijken:
- Wijk 01 Brunssum-West (CBS-wijkcode:089901)
- Wijk 02 Brunssum-Noord (CBS-wijkcode:089902)
- Wijk 03 Brunssum-Oost (CBS-wijkcode:089903)
- Wijk 04 Brunssum-Zuid (CBS-wijkcode:089904)
- Wijk 05 Brunssum-Centrum (CBS-wijkcode:089905)

Een statistische wijk kan bestaan uit meerdere buurten. Onderstaande tabel geeft de buurtindeling met kentallen volgens het Centraal Bureau voor de Statistiek (2008):
| CBS-buurtcode | Buurtnaam           | Inwonertal | Opp. totaal (ha) | Opp. land (ha) | Ligging                |
| ------------- | ------------------- | ---------- | ---------------- | -------------- | ---------------------- |
| BU08990124    | Klingelsberg        | 670        | 16               | 16             | Locatie in de gemeente |
| BU08990126    | Op de Vos           | 1510       | 33               | 33             | Locatie in de gemeente |
| BU08990134    | Treebeek-Zuid       | 1970       | 45               | 45             | Locatie in de gemeente |
| BU08990135    | Emma                | 940        | 53               | 53             | Locatie in de gemeente |
| BU08990136    | Amstenraderveld     | 530        | 123              | 123            | Locatie in de gemeente |
| BU08990144    | Treebeek-Noord      | 1560       | 38               | 38             | Locatie in de gemeente |
| BU08990201    | Houserveld          | 60         | 18               | 18             | Locatie in de gemeente |
| BU08990202    | Klingbemden         | 600        | 14               | 14             | Locatie in de gemeente |
| BU08990203    | Rozengaard          | 1360       | 24               | 24             | Locatie in de gemeente |
| BU08990204    | De Kling            | 680        | 21               | 21             | Locatie in de gemeente |
| BU08990205    | Op den Haan         | 1050       | 18               | 18             | Locatie in de gemeente |
| BU08990207    | Lemmender           | 1160       | 14               | 14             | Locatie in de gemeente |
| BU08990208    | De Streek           | 920        | 14               | 14             | Locatie in de gemeente |
| BU08990209    | Het Heufken         | 780        | 10               | 10             | Locatie in de gemeente |
| BU08990225    | Bexdelle            | 390        | 13               | 13             | Locatie in de gemeente |
| BU08990242    | Merkelbeekerdal     | 90         | 46               | 46             | Locatie in de gemeente |
| BU08990243    | Buitengebied        | 120        | 49               | 49             | Locatie in de gemeente |
| BU08990314    | Rode Beek           | 60         | 18               | 18             | Locatie in de gemeente |
| BU08990315    | Op gen Hoes         | 270        | 6                | 6              | Locatie in de gemeente |
| BU08990316    | Oeloven             | 950        | 33               | 33             | Locatie in de gemeente |
| BU08990317    | De Eggen            | 1930       | 37               | 37             | Locatie in de gemeente |
| BU08990318    | Schuttersveld       | 1060       | 18               | 18             | Locatie in de gemeente |
| BU08990332    | De Kattekoelen      | 0          | 19               | 17             | Locatie in de gemeente |
| BU08990333    | Bouwberg            | 150        | 78               | 77             | Locatie in de gemeente |
| BU08990337    | Ora et Labora       | 0          | 118              | 118            | Locatie in de gemeente |
| BU08990339    | Hendrik en omgeving | 0          | 137              | 137            | Locatie in de gemeente |
| BU08990340    | De Heide            | 10         | 96               | 95             | Locatie in de gemeente |
| BU08990345    | Kleikoelen          | 250        | 5                | 5              | Locatie in de gemeente |
| BU08990428    | Vondelstraat        | 230        | 9                | 9              | Locatie in de gemeente |
| BU08990429    | Langenberg          | 1500       | 29               | 29             | Locatie in de gemeente |
| BU08990430    | De Struiken         | 1320       | 60               | 60             | Locatie in de gemeente |
| BU08990431    | Douvenberg          | 0          | 29               | 29             | Locatie in de gemeente |
| BU08990438    | Brandenberg         | 0          | 127              | 125            | Locatie in de gemeente |
| BU08990441    | Brunssumer Heide    | 20         | 176              | 172            | Locatie in de gemeente |
| BU08990506    | Hofpoel             | 880        | 15               | 15             | Locatie in de gemeente |
| BU08990510    | Op de Vaard         | 470        | 13               | 13             | Locatie in de gemeente |
| BU08990511    | Koutenveld          | 310        | 8                | 8              | Locatie in de gemeente |
| BU08990512    | Centrum             | 540        | 10               | 10             | Locatie in de gemeente |
| BU08990513    | Kerkeveld           | 510        | 12               | 12             | Locatie in de gemeente |
| BU08990519    | Kruisberg           | 1120       | 23               | 23             | Locatie in de gemeente |
| BU08990520    | Achter de Put       | 390        | 12               | 12             | Locatie in de gemeente |
| BU08990521    | Haansberg           | 970        | 24               | 24             | Locatie in de gemeente |
| BU08990522    | Vijverpark          | 190        | 11               | 8              | Locatie in de gemeente |
| BU08990523    | Rumpener Beemden    | 840        | 24               | 24             | Locatie in de gemeente |
| BU08990527    | De Hemelder         | 1390       | 29               | 29             | Locatie in de gemeente |